# Rally-VM 1979

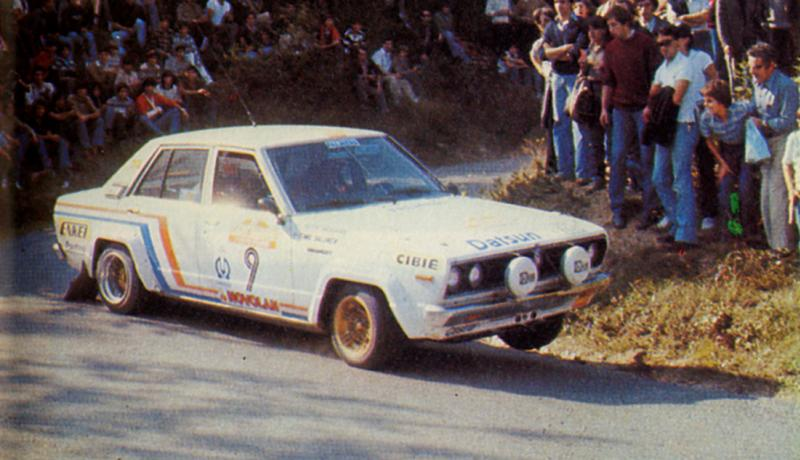
Timo Salonen i Sanremorallyt 1979.

Rally-VM 1979 kördes över tolv omgångar. För första gången delades en VM-titel ut till en förare. Världsmästare blev Björn Waldegård. Märkestiteln vanns av Ford.

## Delsegrare
| Rally               | Vinnare          | Märke  |
| ------------------- | ---------------- | ------ |
| Monte Carlo-rallyt  | Bernard Darniche | Lancia |
| Svenska rallyt      | Stig Blomqvist   | Saab   |
| Portugisiska rallyt | Hannu Mikkola    | Ford   |
| Safarirallyt        | Shekhar Mehta    | Datsun |
| Akropolisrallyt     | Björn Waldegård  | Ford   |
| Nyzeeländska rallyt | Hannu Mikkola    | Ford   |
| Finska rallyt       | Markku Alén      | Fiat   |
| Kanadensiska rallyt | Björn Waldegård  | Ford   |
| Sanremorallyt       | Antonio Fassina  | Lancia |
| Korsikanska rallyt  | Bernard Darniche | Lancia |
| Brittiska rallyt    | Hannu Mikkola    | Ford   |
| Elfenbenskustrallyt | Hannu Mikkola    | Ford   |

## Förar-VM
| Plats | Förare           | Märke         | Poäng |
| ----- | ---------------- | ------------- | ----- |
| 1     | Björn Waldegård  | Ford          | 112   |
| 2     | Hannu Mikkola    | Ford          | 111   |
| 3     | Markku Alén      | Fiat          | 68    |
| 4     | Timo Salonen     | Datsun        | 50    |
| 5     | Ari Vatanen      | Ford          | 50    |
| 6     | Bernard Darniche | Lancia        | 40    |
| 7     | Jean Ragnotti    | Renault       | 25    |
| 8     | Andrew Cowan     | Mercedes-Benz | 22    |

## Märkes-VM
| Plats | Märke  | Poäng |
| ----- | ------ | ----- |
| 1     | Ford   | 122   |
| 2     | Datsun | 108   |
| 3     | Fiat   | 92    |
| 4     | Lancia | 65    |
| 5     | Toyota | 58    |
| 6     | Opel   | 49    |